# Новотны, Андрей
Андрей Новотны (словац. Andrej Novotný; род. 8 октября 1976, Мартин) — словацкий хоккеист, защитник.

## Карьера
Выступал за МсХК «Жилина», МХК «Мартин», ХК «Пардубице», ЦСКА (Москва), ХК «Злин», «Слован» (Усти-над-Лабем), ХК «Дечин», ХК «Кладно», ХК Попрад.
В составе национальной сборной Словакии провел 38 матчей (1 гол).

## Достижения
- Чемпион Чехии (2005), серебряный призёр (2003).